# Serie B
Serie B je druhá nejvyšší italská fotbalová soutěž po Serii A. V sezóně 2024/25 jí hraje 20 klubů. Do sezony 2002/03 se hrálo s 20 kluby. V sezoně 2003/04 ji hrálo 24 klubů.
Během sezóny hraje každý tým 38 zápasů - dva zápasy proti každému soupeři. Po sezóně postoupí dva týmy na prvních dvou příčkách přímo a jeden tým z play off do nejvyšší italské soutěže Serie A. V play off se hrají 3. tým s 6. a 4. s 5. ve dvou zápasech (doma a venku) o postup do finále, kde se pak stejným způsobem utkají o postup ve dvou zápasech. Když dopadnou zápasy celkově remízou, tak postupuje lépe postavený tým v ligové tabulce. Sestupují tři týmy přímo do Serie C a 16. s 17. se utkají doma a venku o záchranu. Pokud je 16. tým umístěn o 5 nebo více bodů před 17. týmem umístěným, pak 17. tým umístěný se stává sestupujícím do Serie C.
Od sezóny 2006-07 je šampion Serie B oceněn pohárem Ali della Vittoria (Wings of Victory). Trofej je 63 cm vysoká a váží 5 kg. Jeho struktura představuje křídla bohyně Nike , bohyně vítězství, která drží pohár podobný olympijskému plameni .
Série B se obvykle hraje v sobotu. Po jednom roce, kdy byly všechny hry hratelné v sobotu, je liga znovu naplánována jedna hra, která se hraje v pátek nazývanou anticipo (pokročilá hra) a jedna hra, která se hraje v pondělí nazvaná posticipo (post-datovaná hra). Liga také hraje na několika úterích, aby se vešla do všech 38 her. Liga také hraje v neděli, pokud je Serie A vypnutá.

## Historie
Serie B se začala hrát v roce 1929 s 18 kluby a pokračovala až do druhé světové války, po které byla rozdělena mezi severní a jižní část země kvůli zničení války. Mistrovství se opět stalo národním v roce 1948 a po mnoho let ve druhé polovině 20. století hrálo 20 klubů. V sezoně 2003/04 byla vytvořena skupina 24 týmů, která je největší v historii všech úrovní italského šampionátu. Po roce 2004 byl zaveden formát 22 týmů spolu s play-off.
Poté, co se 7. července 2010 Serie A rozdělila se Serie B na Lega Serie A a Lega Serie B, se liga rozhodla podepsat sponzora bwin na sezóny 2010/11 a 2011/12. Název ligy se měnil ze Serie B Bwin na Serie B Eurobet. Liga znovu změnila své jméno v Serie B ConTe.it kvůli sponzorským důvodům.
Serie B představila "zelenou kartu" na začátku sezóny 2015/16. Zelená karta je určena k propagaci fair play a dobrých skutků. Zelená karta se neuděluje během hry, neboť by to změnilo sportovní pravidla, ale uděluje se po zápase hráči nebo trenérovi, který předvedl fair play. Hráč nebo trenér s nejvíce zelenými kartami na konci sezóny bude odměněn.

## Nejvíce sezon ve druhé lize
Jedná se o kompletní seznam klubů, které se zúčastnily 91 sezon 2. italské ligy od sezóny 1929/30 až do sezóny 2024/25 (tučně označené).
- 66 sezon: Brescia
- 53 sezon: Modena, Verona
- 49 sezon: Bari
- 47 sezon: Palermo
- 40 sezon: Monza
- 39 sezon: Benátky, Pescara
- 38 sezon: Padova, Pisa
- 37 sezon: Como, Vicenza
- 36 sezon: Reggiana
- 34 sezon: Catania, Janov, Novara,
- 33 sezon: Cesena, Cremonese
- 32 sezon: Messina
- 31 sezon: Salernitana, Taranto
- 30 sezon: Cagliari, Catanzaro, Parma, Ternana
- 29 sezon: Lecce, Perugia, Spezia
- 28 sezon: Atalanta
- 27 sezon: Ascoli, Livorno
- 26 sezon: Cosenza
- 25 sezon: Foggia, Reggina
- 24 sezon: SPAL
- 22 sezon: Empoli, Triestina
- 21 sezon: Alessandria, Ancona, Sambenedettese, Varese
- 19 sezon: Avellino, Lucchese, Pistoiese
- 18 sezon: AS Cittadella, Piacenza, Udinese
- 16 sezon: Arezzo, Treviso
- 15 sezon: Crotone, Mantova
- 14 sezon: Legnano
- 13 sezon: Frosinone Calcio, Pro Patria, Pro Vercelli, Sampdoria, Siena
- 12 sezon: Boloňa, Fanfulla, Lecco, Neapol, Turín
- 11 sezon: Lazio, Vigevano
- 10 sezon: Chievo, Valdagno, Prato
- 9 sezon: Albinoleffe, Rimini
- 7 sezon: Ravenna, Siracusa
- 6 sezon: Brindisi, Fidelis Andria, Grosseto, Juve Stabia, Sassuolo, Seregno, Viareggio, Virtus Entella
- 5 sezon: Benevento, Campobasso, Carpi, Fiorentina, Potenza, Savona, Trapani
- 4 sezony: Barletta, Casale, Latina, Monfalcone, Pavia, Pro Sesto, Lanciano
- 3 sezony: Carrarese, Cavese, Derthona, Grion Pola, L'Aquila, Nocerina, Piombino, Pordenone, Sampierdarenese, Sanremese, Savoia, Südtirol
- 2 sezony: Acireale , Biellese, Casertana, Castel di Sangro, Crema, La Dominante Fiumena, Gallaratese, Gubbio, Licata, Milán, Pro Gorizia, Rieti, Scafatese, Suzzara, Trani, Vogherese
- 1 sezona: Alba Řím, Alzano Virescit, Arsenale Taranto, Bolzano, Centese, Fermana, Forli, Gallipoli, Juventus, Maceratese, Magenta, Massese, MATER, Matera, Mestre, Molinella, Portogruaro, Řím, Sestrese, Sorrento, Vita Nova

## Vítězové
- 1929/30: FC Casale (1. vítězství)
- 1930/31: ACF Fiorentina (1. vítězství)
- 1931/32: Palermo FC (1. vítězství)
- 1932/33: AS Livorno Calcio (1. vítězství)
- 1933/34: AC Sampierdarenese (1. vítězství)
- 1934/35: Janov CFC (1. vítězství)
- 1935/36: Lucchese 1905 (1. vítězství), Novara Calcio (1. vítězství)
- 1936/37: AS Livorno Calcio (2. vítězství)
- 1937/38: Novara Calcio (2. vítězství), Modena FC 2018 (1. vítězství)
- 1938/39: ACF Fiorentina (2. vítězství)
- 1939/40: Atalanta BC (1. vítězství)
- 1940/41: AC Sampierdarenese (2. vítězství)
- 1941/42: SSC Bari (1. vítězství)
- 1942/43: Modena FC 2018 (2. vítězství)
- od roku 1943 do roku 1945: se nehrálo
- 1945/46: US Alessandria Calcio 1912 (1. vítězství)
- 1946/47: neuděleno
- 1947/48: neuděleno
- 1948/49: Como 1907 (1. vítězství)
- 1949/50: SSC Neapol (1. vítězství)
- 1950/51: S.P.A.L. (1. vítězství)
- 1951/52: AS Řím (1. vítězství)
- 1952/53: Janov CFC (2. vítězství)
- 1953/54: Calcio Catania (1. vítězství)
- 1954/55: L.R. Vicenza (1. vítězství)
- 1955/56: Udinese Calcio (1. vítězství)
- 1956/57: Hellas Verona FC (1. vítězství)
- 1957/58: US Triestina Calcio 1918 (1. vítězství)
- 1958/59: Atalanta BC (2. vítězství)
- 1959/60: Turín FC (1. vítězství)
- 1960/61: Benátky FC (1. vítězství)
- 1961/62: Janov CFC (3. vítězství)
- 1962/63: ACR Messina (1. vítězství)
- 1963/64: Varese Calcio (1. vítězství)
- 1964/65: Brescia Calcio (1. vítězství)
- 1965/66: Benátky FC (2. vítězství)
- 1966/67: UC Sampdoria (1. vítězství)
- 1967/68: Palermo FC (3. vítězství)
- 1968/69: SS Lazio (1. vítězství)
- 1969/70: Varese Calcio (2. vítězství)
- 1970/71: Mantova 1911 (1. vítězství)
- 1971/72: Ternana Calcio (1. vítězství)
- 1972/73: Janov CFC (4. vítězství)
- 1973/74: Varese Calcio (3. vítězství)
- 1974/75: AC Perugia Calcio (1. vítězství)
- 1975/76: Janov CFC (5. vítězství)
- 1976/77: L.R. Vicenza (2. vítězství)
- 1977/78: Ascoli Calcio 1898 FC (1. vítězství)
- 1978/79: Udinese Calcio (2. vítězství)
- 1979/80: Como 1907 (2. vítězství)
- 1980/81: AC Milán (1. vítězství)
- 1981/82: Hellas Verona FC (2. vítězství)
- 1982/83: AC Milán (2. vítězství)
- 1983/84: Atalanta BC (3. vítězství)
- 1984/85: AC Pisa 1909 (1. vítězství)
- 1985/86: Ascoli Calcio 1898 FC (2. vítězství)
- 1986/87: Delfino Pescara 1936 (1. vítězství), AC Pisa 1909 (2. vítězství)
- 1987/88: Bologna FC 1909 (1. vítězství)
- 1988/89: Janov CFC (6. vítězství)
- 1989/90: Turín FC (2. vítězství)
- 1990/91: Calcio Foggia 1920 (1. vítězství)
- 1991/92: Brescia Calcio (2. vítězství)
- 1992/93: AC Reggiana 1919 (1. vítězství)
- 1993/94: ACF Fiorentina (3. vítězství)
- 1994/95: Piacenza Calcio 1919 (1. vítězství)
- 1995/96: Bologna FC 1909 (2. vítězství)
- 1996/97: Brescia Calcio (3. vítězství)
- 1997/98: US Salernitana 1919 (2. vítězství)
- 1998/99: Hellas Verona FC (3. vítězství)
- 1999/00: L.R. Vicenza (3. vítězství)
- 2000/01: Turín FC (3. vítězství)
- 2001/02: Como 1907 (3. vítězství)
- 2002/03: ACN Siena 1904 (1. vítězství)
- 2003/04: Palermo FC (4. vítězství)
- 2004/05: Empoli FC (1. vítězství)
- 2005/06: Atalanta BC (4. vítězství)
- 2006/07: Juventus FC (1. vítězství)
- 2007/08: AC ChievoVerona (1. vítězství)
- 2008/09: SSC Bari (2. vítězství)
- 2009/10: US Lecce (1. vítězství)
- 2010/11: Atalanta BC (5. vítězství)
- 2011/12: Delfino Pescara 1936 (2. vítězství)
- 2012/13: US Sassuolo Calcio (1. vítězství)
- 2013/14: Palermo FC (5. vítězství)
- 2014/15: Carpi FC 1909 (1. vítězství)
- 2015/16: Cagliari Calcio (1. vítězství)
- 2016/17: S.P.A.L. (2. vítězství)
- 2017/18: Empoli FC (2. vítězství)
- 2018/19: Brescia Calcio (4. vítězství)
- 2019/20: Benevento Calcio (1. vítězství)
- 2020/21: Empoli FC (3. vítězství)
- 2021/22: US Lecce (2. vítězství)
- 2022/23: Frosinone Calcio (1. vítězství)
- 2023/24: Parma Calcio 1913 (1. vítězství)
- 2024/25: US Sassuolo Calcio (2. vítězství)